# ポチ (犬の名前)
ポチは、日本の飼い犬にしばしば与えられる名前。
語源には諸説ある（特に断らない限り出典：）。
- 英語のspotty（adj. 斑の。斑入りの。斑点のある[3]）[1]
- 英語のpooch（n. 犬、特に雑種犬[4]）
- フランス語のpetit（adj. 小さい[5]）
- 仁科邦男は、英語のpatch（n. 斑点[6]）に由来すると唱える。
- チェコ語のpojd' （v. (こちらへ)来い）jit(≒go)の二人称単数に対する命令形※不規則変化[7][8]

米川明彦によると、文献初出は小学校国語科教科書『讀書入門』である。小学校教科書や唱歌に登場することにより、1900年代初頭には一般化したと考えられる。